# Tillig

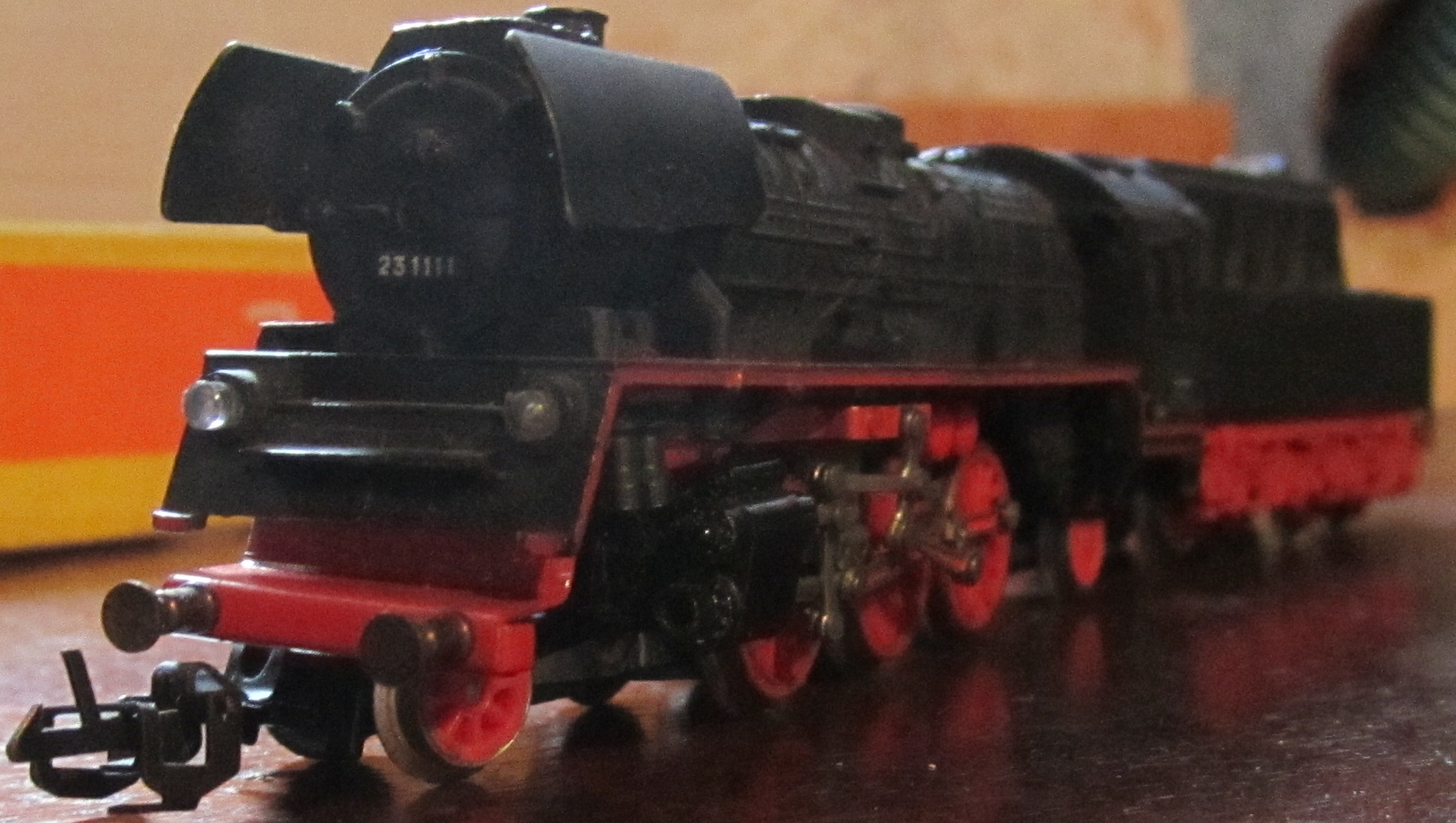
Lokomotywa parowa BR 23 produkcji Tillig

Tillig Modellbahnen GmbH & Co. KG – niemiecki producent modeli kolejowych w skali TT. Przedsiębiorstwo zostało założone w 1991 roku.

## Historia
W 1991 roku Hans-Jürgen Tillig zakupił przedsiębiorstwo Pilz Modellgleis w Sebnitz, które zajmowało się wyłącznie produkcją szyn w skali H0. W 1993 roku jedyny producent modeli kolejowych w skali TT spółka Berliner TT-Bahnen została zakupiona w ramach postępowania upadłościowego przez Hansa-Jürgena Tilliga, który przeniósł jej siedzibę do Sebnitz.
Później przedsiębiorstwo zostało wcielone do TILLIG Modellbahnen GmbH & Co. KG. W ten sposób stworzono podstawy obecnej produkcji modeli kolejowych. W wyniku dalszych inwestycji oraz rozwoju techniki produkcyjnej przedsiębiorstwo zaczęło stosować najnowsze metody produkcji. Dzięki temu ponownie produkowano modele kolejowe dla dawnego NRD i państw dawnego bloku wschodniego.
W 2000 roku przedsiębiorstwo modelarskie Jatt zostało zakupione przez Tillig. W 2001 roku przedsiębiorstwo modeli kolejowych Sachsenmodelle zostało zakupione przez Tillig, dzięki temu rozpoczęto produkowanie modeli kolejowych w skali H0.